# Hermann Cohen
Hermann Cohen (Koswig, 4 de juliol de 1842 - Berlín, 4 d'abril de 1918) va ser un filòsof alemany jueu, fundador, entre d'altres, de la neokantiana Escola de Marburg. Nascut a Koswig, va estudiar a les universitats de Breslau (actual Wroclaw, Polònia) i Berlín, i es va graduar a Trobi el 1865. Va exercir com a docent a Marburg des de 1876 fins a 1912.
És cèlebre pels seus comentaris sobre Immanuel Kant, especialment la seva Teoria kantiana de l'experiència (Kants Theorie der Erfahrung, 1871). Altres obres conegudes són La lògica del coneixement pur (1902), Sistema de filosofia (1902-1906) i El concepte de religió en una filosofia sistemàtica (1915).
El refinament de l'anàlisi lògica que Cohen va realitzar del mètode transcendental kantià va influir que fos rebut amb escepticisme i amb admiració ensems. Pensava Cohen que l'idealisme ètic kantià i la teologia jueva eren una mateixa doctrina però va subratllar que les creences religioses personals havien de restar fora de l'àmbit reflexiu de la filosofia.